# Territoriale prelatuur Santiago Apóstol de Huancané
De territoriale prelatuur Santiago Apóstol de Huancané (Latijn: Praelatura Territorialis Sancti Iacobi Apostoli de Huancane) is een rooms-katholieke territoriale prelatuur met als zetel Huancané, in Peru. De territoriale prelatuur is suffragaan aan het aartsbisdom Arequipa. 

## Geschiedenis
De territoriale prelatuur werd opgericht op 3 april 2019, uit delen van de territoriale prelaturen Ayaviri en Juli. 

## Parochies
De territoriale prelatuur had in 2021 een oppervlakte van 18.881 km2 en telde 205.640 inwoners waarvan 85,0% rooms-katholiek was.

## Prelaten
- Giovanni Cefai (3 april 2019 - heden)

Arequipa (aartsbisdom) · Ayaviri (territoriale prelatuur) · Chuquibamba (territoriale prelatuur) · Juli (territoriale prelatuur) · Puno · Santiago Apóstol de Huancané (territoriale prelatuur) · Tacna y Moquegua